# Adolf Stark (Politiker)
Adolf Stark (* 23. Mai 1950 in Techelsberg am Wörther See) ist ein österreichischer Polizeibeamter und parteiloser Politiker (zuvor FPÖ, FPK und BZÖ). Er war von 1999 bis 2013 Abgeordneter zum Kärntner Landtag und bis 2015 Bürgermeister von Maria Wörth. 

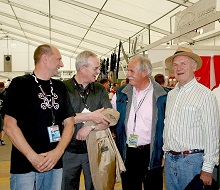
Adolf Stark, (3. v. links, 2006)

## Ausbildung und Beruf
Stark besuchte von 1956 bis 1964 die Volks- und Hauptschule in Treibach-Althofen und erlernte im Anschluss bis 1968 den Beruf Maschinenbauers bei der Firma Springer in Friesach. Zwischen April und Dezember 1968 leistete Stark den Präsenzdienst ab und wurde 1969 bei der österreichischen Bundesgendarmerie in Krumpendorf am Wörthersee aufgenommen. Stark legte 1971 die Dienstprüfung ab und war am Gendarmerieposten Diex beschäftigt. Im Juni 1972 wechselte er zur Verkehrsabteilung Krumpendorf. Stark war seit Juli 1980 dienstführender Beamter in der Verkehrsabteilung, zuletzt war er Chefinspektor für Schulungen, behördliche Angelegenheiten und Verkehrserziehung.

## Politik
Stark wurde 1994 in den Gemeinderat von Maria Wörth gewählt und war von 1997 bis 2015 Bürgermeister der Gemeinde. 2003 wurde er bei den Bürgermeisterdirektwahlen mit 65,9 Prozent im Amt bestätigt, seine Zustimmung bei den Bürgermeisterwahlen 2009 betrug im ersten Wahlgang nur noch 40,95 Prozent. Im zweiten Wahlgang wurde er jedoch mit 53,33 Prozent gegenüber seinem Herausforderer Helmut Rothe von der Bürgerliste Maria Wörth Lebenswert, der 46,67 Prozent erreichte, erneut zum Bürgermeister gewählt.
Stark wechselte im Zuge der Spaltung der FPÖ wie der Großteil der Kärntner FPÖ-Funktionäre zum BZÖ. Am 4. April 2006 wurde er Abgeordneter zum Kärntner Landtag. Nachdem sich das Kärntner BZÖ am 16. Dezember 2009 vom Bundes-BZÖ abspaltete und als FPK eine Kooperation mit der FPÖ einging, wechselte Stark wie alle Kärntner Spitzenpolitiker des Kärntner BZÖ zur FPK.
Stark war im Freiheitlichen Landtagsklub Bereichssprecher für Verkehr, Straßen und Kommunales. Im Juli 2008 wurde Stark zum Bezirksparteiobmann von Klagenfurt-Land gewählt. 2013 erklärte er seinen Austritt aus der FPÖ, mit der die FPK zwischenzeitlich fusioniert hatte.
Bei den Bürgermeisterwahlen am 1. März 2015 trat er aus Altersgründen nicht mehr an und kündigte zudem an, sich ganz aus der Politik zurückzuziehen. Seine Amtszeit als Bürgermeister endete mit der Angelobung des neuen Gemeinderats im April 2015.